# Andrzej Wysmołek
Andrzej Stefan Wysmołek (ur. 1964) – polski fizyk doświadczalny, profesor nauk fizycznych, specjalista w zakresie fizyki ciała stałego, profesor Uniwersytetu Warszawskiego, w latach 2008–2016  prodziekan ds. studenckich Wydziału Fizyki Uniwersytetu Warszawskiego.

## Życiorys
Pracuje w Zakładzie Fizyki Ciała Stałego Instytutu Fizyki Doświadczalnej Wydziału Fizyki UW. W roku 1997 obronił pracę doktorską pt. Udział defektów donorowych i akceptorowych w procesach radiacyjnych w półprzewodnikach szerokoprzerwowych – GaN i SiC (promotor: prof. dr hab. Jacek Baranowski), zaś w roku 2007 Pracę habilitacyjną pt. Niskoenergetyczne wzbudzenia w półprzewodnikach badane metodami optyki międzypasmowej. Oba stopnie naukowe uzyskał na Wydziale Fizyki UW. W roku 2017 uzyskał tytuł profesora nauk fizycznych.
W latach 1989–2007 opublikował ponad 100 prac naukowych, między innymi wspólnie z Andrzejem M. Hennelem i Adamem Babińskim. Był też kierownikiem projektów badawczych:
- Magneto-optyka ekscytonów swobodnych w GaN (1995–1997),
- Magneto-spektroskopia stanów związanych w GaN (2002–2003).